# Hänsel e Gretel (opera)

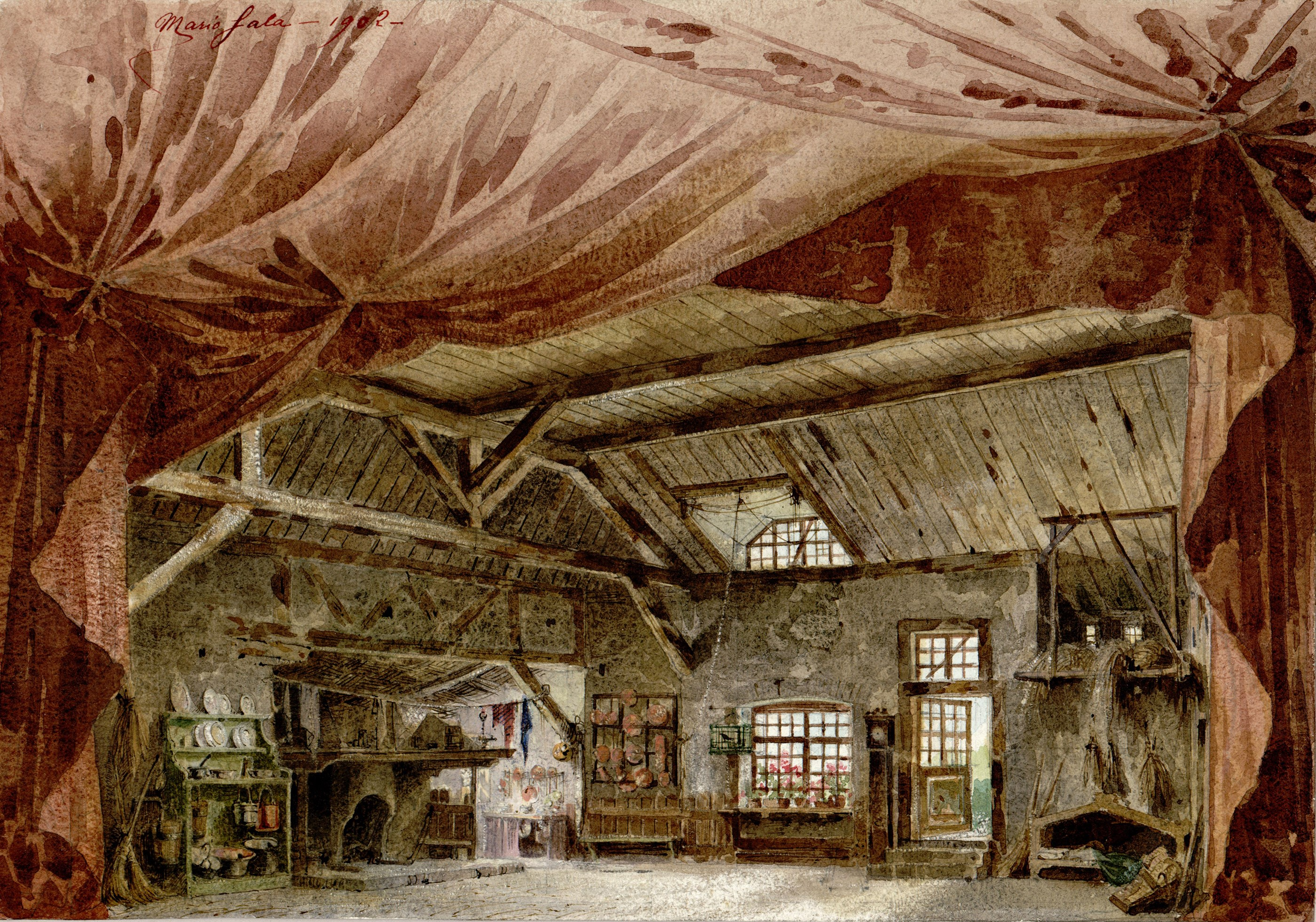
Scenografie di Mario Sala per una rappresentazione del 1902

Hänsel e Gretel (in tedesco Hänsel und Gretel) è un'opera romantica in tre atti di Engelbert Humperdinck su libretto di Adelheid Wette (sorella del compositore), tratta dalla fiaba omonima dei fratelli Grimm. In italia fu inizialmente nota anche con il sottotitolo Nino e Rita.
Composta a Francoforte sul Meno nel 1891, venne rappresentata per la prima volta a Weimar il 23 dicembre 1893, diretta con successo da Richard Strauss, che scrisse a Humperdinck : «A dire il vero ecco un capolavoro di prima categoria. Da molto tempo un'opera non mi faceva una tale impressione. Che spirito piacevole, che incanto, che semplicità nella melodia, che arte e che abilità nella conduzione dell'orchestra, che trionfo nella struttura generale. Mio caro amico, voi siete un grande maestro».
Hänsel era il soprano Pauline de Ahna che divenne la moglie di Strauss nel settembre 1894.
L'opera vede un tema principale "la preghiera degli angeli custodi" esposto subito nell'Ouverture, base della pantomima degli angeli al secondo atto, e che conclude ammonitore alla fine. Altro tema fondamentale è quello della strega. Esiste la possibilità, prevista in partitura, di unire primo e secondo atto senza pausa.

## La trama

### Atto I
(La cucina della povera casa di un venditore di scope nella quale sta lavorando il piccolo Hänsel in compagnia della sorella Gretel.)
I due ragazzi hanno lo stomaco che brontola per la fame e sognano di cambiar vita lontano da casa. La madre li sorprende a ballare e, innervosita dal loro bighellonare, rompe la brocca del latte (donato loro dalla vicina di casa qualche giorno prima) nel tentativo di punirli.
Disperata per aver perso il poco cibo a disposizione per la cena, li manda nel bosco a cercare fragole, con la minaccia di non farsi rivedere a casa senza il cestino pieno, e quindi, spossata dalla fatica e dalle preoccupazioni, si addormenta. 
Nel frattempo arriva il padre Peter, tutto allegro per i buoni affari fatti alla fiera del paese.
Sotto gli occhi increduli della moglie, Peter tira fuori burro, salsicce, uova e persino un sacchetto di tè.
Passata la sorpresa e l'euforia Gertrud racconta al marito del latte versato e di aver mandato per punizione i ragazzi nel bosco di Ilsenstein.
Peter sbianca in volto, perché al paese dicono che in quel posto abita una strega che attira i bambini nella sua casa di marzapane per mangiarli. (La strega trasforma i bambini in biscotti nel suo forno e poi li mangia).
In preda all'ansia, i genitori si mettono subito in cerca dei piccoli.

### Atto II
Nel bosco Gretel ha intrecciato una ghirlanda di rose selvatiche, mentre Hänsel sta terminando di riempire il cestino.
Si mettono a giocare, e finiscono per mangiarsi tutte le fragole raccolte. Per non tornare a mani vuote, i due fratellini si bisticciano e si spingono dentro il bosco, finché non trovano più la strada.
Hänsel e Gretel, spaventati dall'eco delle loro voci e dal buio imminente, si trovano davanti all'improvviso un omino, che sbuca fuori da una strana foschia.
Costui è il mago Sabbiolino, che li rassicura e sparge sui loro occhi una sabbia magica per farli addormentare.
Prima di addormentarsi i due ragazzi recitano la preghiera degli angeli custodi. Come cadono assopiti appare vicino a loro un arcobaleno luminoso, da cui discendono quattordici angeli, che si mettono in cerchio attorno ai bambini per proteggerne il sonno.

### Atto III
(Il mattino dopo.)
Prima che i bambini si sveglino, un altro genio benigno provvede ad asciugare la rugiada posatasi sui loro corpi.
Stropicciandosi gli occhi, i fratelli si accorgono con stupore di aver sognato entrambi la pantomima degli angeli. Ma con maggior meraviglia vedono davanti a loro una casa intera fatta di dolciumi.
Ai lati della casa ci sono una grande gabbia ed un forno, ed intorno tante statuine di marzapane. Hansel si avvicina coraggiosamente alla casa e ne assaggia un pezzo.
Incantati da tanta delizia, i bambini non si accorgono della presenza della strega, che riesce ad infilare un laccio al collo di Hänsel. La strega rinchiude Hänsel in una gabbia, bloccandolo con un incantesimo, e ordina  a Gretel di prelevare altri dolciumi per ingrassare il fratello. La strega vorrebbe rimpinzarli di dolci e poi cuocerli nel forno, ma i due fratelli non si danno per vinti. Il ragazzo finge di mangiare, e Gretel, non vista, spezza l'incantesimo con la bacchetta della Strega liberando con astuzia Hänsel dalla gabbia. Insieme poi, sorprendono la strega alle spalle, gettandola nel forno, trasformandola in biscotto.
Bruciata la vecchia, le statuine di marzapane si trasformano immediatamente in bambini, quelli stessi che la strega aveva cotto in precedenza (castigo toccato ora anche a lei). Ma i bambini tornati umani non possono muoversi. L'opera si chiude con i due fratelli che liberano i bambini dall’immobilità toccandoli con la mano, e la riunione di Hansel e Gretel che liberi e festanti riabbracciano i loro genitori.
Con le sue fiabe musicali filosofico-religiose, Humperdinck ha imboccato strade nuove nel campo dell'opera, sulle quali l'hanno seguito, sempre più numerosi, i compositori della generazione successiva.

## Al cinema
- Nel 1954, l'opera venne ridotta per lo schermo in un film di animazione in stop-motion, Hansel and Gretel (Hansel and Gretel: An Opera Fantasy) diretto da John Paul. Il film comprende dialoghi parlati, ma usa le musiche di Humperdinck, cantate in inglese (al posto del testo originale tedesco).
- Le musiche dell'opera sono state usate per la colonna sonora di una delle numerose versioni cinematografiche della fiaba dei fratelli Grimm, Hansel e Gretel, un film del 1987 diretto da Len Talan.

## Discografia parziale
- Humperdinck: Hänsel e Gretel - Rebecca Evans/Jennifer Larmore/Jane Henschel/Charles Mackerras, 2007 Chandos - Grammy Award for Best Opera Recording 2008

## DVD parziale
- Hänsel e Gretel - Georg Solti/Brigitte Fassbaender/Edita Gruberová/Hermann Prey/Helga Dernesch/Sena Jurinac/Wiener Philharmoniker, regia August Everding - 1981 Deutsche Grammophon